# Statul Bauchi
Bauchi este un stat  în Nigeria. Reședința sa este orașul Bauchi.